# 8194 Satake
A 8194 Satake (ideiglenes jelöléssel 1993 SB1) a Naprendszer kisbolygóövében található aszteroida. Endate Kin és Vatanabe Kazuró fedezte fel 1993. szeptember 16-án.